# Selinen
Selinener er en gruppe nært beslægtede isomere kemiske forbindelser, som er klassificeret som sesquiterpener. Selinenerne har alle molekylformlen C15H24, og de er blevet isoleret fra en række vegetabilske kilder. α-selinene og β-selinene er de mest almindelige og er to af de vigtigste bestanddele af olien fra sellerifrø. γ-selinene og δ-selinene er mindre almindelige.